# Jan-Arie van der Heijden
Jan-Arie van der Heijden (* 3. März 1988 in Schoonhoven) ist ein niederländischer Fußballspieler, der zuletzt für Willem II Tilburg spielte.

## Karriere

### Verein
Van der Heijden, meist auf der linken Mittelfeldseite eingesetzt, gab sein Ligadebüt für die Profimannschaft des AFC Ajax in Amsterdam am 4. November 2007 gegen Roda JC. Im Laufe der Saison kam er nur auf einen weiteren Einsatz. Im März 2008 verlängerte der Verein mit ihm bis 2013. Bei Trainer Marco van Basten hatte er jedoch wenig Chancen auf weitere Einsätze. Im Sommer 2009 wechselte er daher auf Leihbasis zum Ligakonkurrenten Willem II. Bei dem Abstiegskandidaten avancierte er in den folgenden Spielzeiten zum Stammspieler. Nach dem Abstieg der Tilburger kehrte er zunächst zu Ajax zurück, ehe er im August 2011 einen Zweijahresvertrag bei Vitesse Arnheim unterzeichnete. Arnheims Trainer John van den Brom hatte zuvor in der Jugend des AFC Ajax bereits mit van der Heijden zusammengearbeitet. Den Vertrag verlängerte er später um zwei weitere Jahre, bevor er im Sommer 2015 zu Feyenoord Rotterdam wechselte. 2020 folgte ein Wechsel zu Willem II Tilburg.

### Nationalmannschaft
Van der Heijden war Nationalspieler der niederländischen U-20-Auswahl. Zuvor spielte er bereits für andere Nachwuchsteams der Niederländer und nahm mit der U17 an der U-17-WM 2005 teil. 2009 wurde der Mittelfeldspieler in den Kader der U-21 für das Turnier von Toulon berufen. In der U-21 kam er zweimal zum Einsatz.

## Erfolge
- Niederländischer Pokalsieger: 2016, 2018
- Niederländischer Meister: 2017